# Wrociszew
Wrociszew (prononciation : [vrɔˈt͡ɕiʂɛf]) est un village polonais de la gmina de Warka dans le powiat de Grójec de la voïvodie de Mazovie dans le centre-est de la Pologne.
Il se situe à environ 11 kilomètres au sud-ouest de Warka (siège de la gmina), 21 kilomètres au sud-est de Grójec (siège du powiat) et à 54 kilomètres au sud de Varsovie (capitale de la Pologne).
Le village possède approximativement une population de 90 habitants.

## Histoire
De 1975 à 1998, le village appartenait administrativement à la voïvodie de Radom.